# Stupido amore
Stupido amore è l'ottavo album in studio del rapper italiano Mecna, pubblicato il 5 maggio 2023 dalla Universal.

## Il disco
A promuovere il progetto sono stati i singoli Mille voci, Ciò che splende e Lo dovevi fare con me con Bais. 
La produzione è curata da Lvnar ed Alessandro Cianci.

## Tracce
1. Stupido amore – 2:17
2. Questi giorni matti – 3:00
3. Mille voci (feat. Drast) – 3:30
4. Lo dovevi fare con me (feat. Bais, Dargen D'Amico) – 3:15
5. L'odio – 3:35
6. Ciò che splende – 3:21
7. Nessuno vuole morire mai (feat. Guè) – 3:26
8. Cinque facce (feat. Coez) – 2:48
9. Oceano adriatico – 3:28
10. Canzone da dedicare – 3:36

Traccia bonus nella riedizione streaming
1. Brutto sogno – 3:05
2. Le pareti in questa camera (feat. Bnkr44) – 3:27
3. Un altro universo – 3:20

## Formazione
Musicisti
- Mecna – voce
- Drast – voce aggiuntiva (traccia 3)
- Bais e Dargen D'Amico – voci aggiuntive (traccia 4)
- Guè – voce aggiuntiva (traccia 7)
- Coez – voce aggiuntiva (traccia 8)

Produzione
- Lvnar – produzione
- Alessandro Cianci – produzione (tracce 1, 4 6)